# Builderen

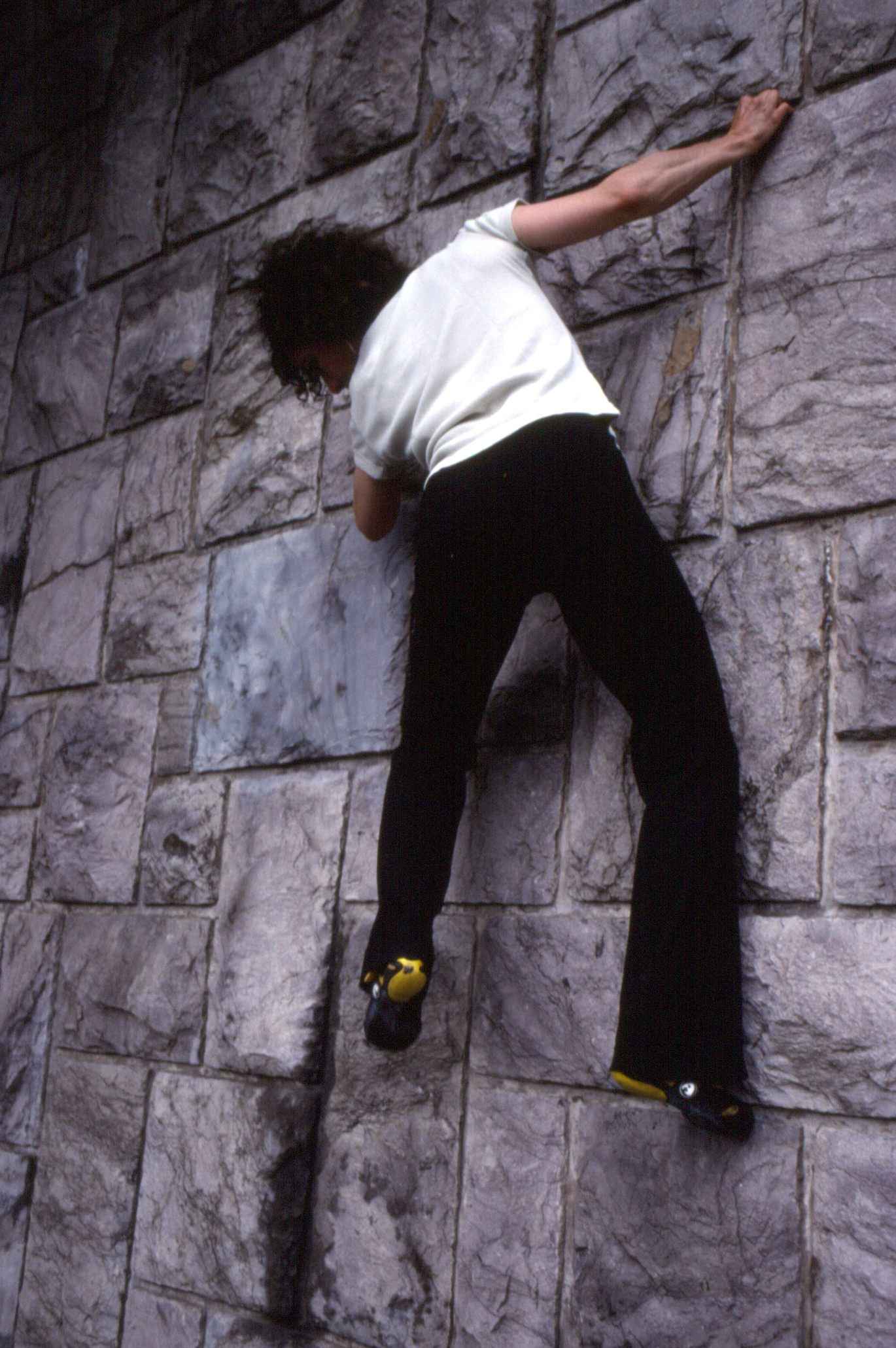
Beklimmen van een stadsmuur

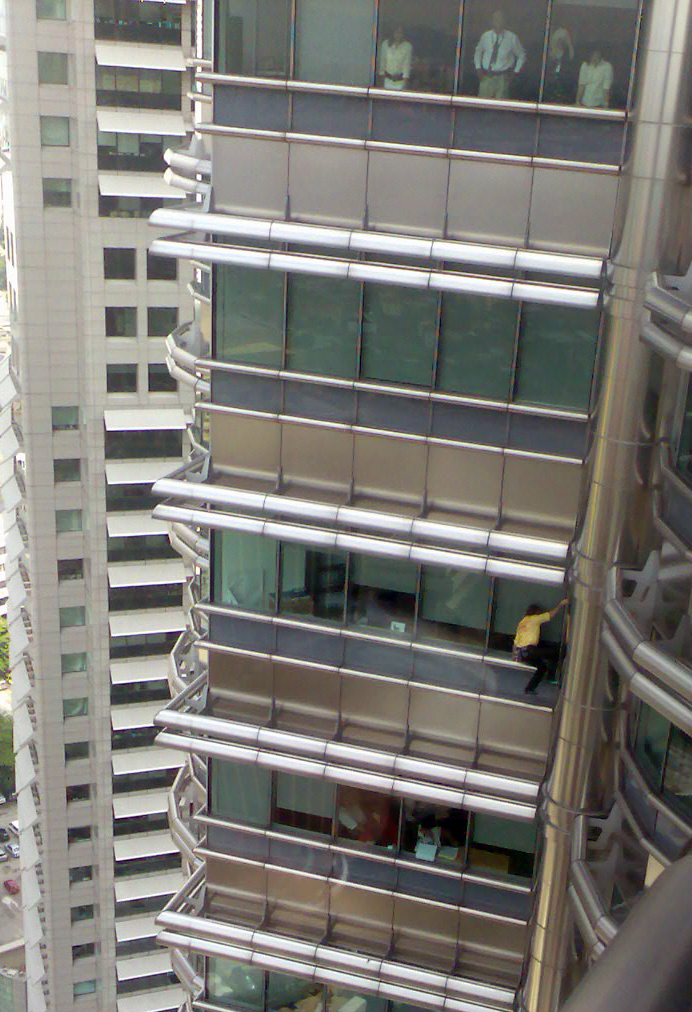
Spiderman in actie

Builderen is een term uit de klimsport die specifiek het beklimmen van gebouwen aanduidt. Dit kunnen gebouwen, kunstwerken of andere objecten zijn.
Builderen is een combinatie van het Engelse woord building (gebouw) en de klimterm boulderen. Het is een vrije sport. 
In zijn huidige vorm is de sport betrekkelijk nieuw: in 1994 begon Alain Robert alias Spiderman met een reeks beklimmingen van gebouwen over de hele wereld.
Bij de klimsport builderen zijn de volgende aspecten belangrijk:
- zelfkennis van de builderaar (er wordt altijd zonder touw geklommen);
- de hoogte van een gebouw;
- de klimtechniek;
- de schoonheid van een beweging.

## Beroemde builderaars
- Alain Robert, ook wel bekend als Spiderman. Hij beklom o.a. het Empire State Building in New York en de Petronas Towers in Kuala Lumpur.
- Dan Goodwin, ook wel bekend als Spider Dan, in 1981 beklom hij de Willis Tower in Chicago.
- George Willig, beklom het World Trade Center.
- Harry Gardiner, hij begon met builderen in 1905.
- George Polley, hij begon rond 1910 met builderen.